# Фосфоритная (разъезд)
Фосфори́тная — бывший железнодорожный разъезд, ныне остановочный пункт Кировского региона Горьковской железной дороги. Расположен на линии Яр — Верхнекамская в упразднённом посёлке Фосфоритная Верхнекамского района Кировской области. Выполняет пассажирские операции.

## История
В 1929 году Совет труда и обороны СССР принял решение о строительстве железной дороги на север от станции Яр. Новая дорога должна была соединить транспортным сообщением северные месторождения фосфоритов и металлургические заводы Верхней Вятки с Транссибирской магистралью. Стройка осуществлялась «Уралжелдорстроем» и считалась ударной. Движение по дороге открыли уже в начале 1930-х годов. Конечная станция новой линии получила название Фосфоритная в связи с тем, что в этом районе было обнаружено месторождение фосфоритной руды. В постоянную эксплуатацию железная дорога была принята в 1940 году. Именно этот год считается официальным годом открытия станции.
Фосфоритная почти не успела побывать реальной конечной станцией, железнодорожную линию от неё продолжили тянуть дальше на север.

## Описание
Остановочный пункт расположен на 167 километре однопутной неэлектрифицированной железной дороги Яр — Лесная, на восточной окраине заброшенного посёлка Фосфоритная. По состоянию на 2017 год путевого развития не имеет.
Оборудован одной боковой платформой для посадки и высадки пассажиров, которая расположена с юго-восточной стороны от единственного железнодорожного пути. Действующего здания вокзала и билетной кассы на разъезде нет. Пассажирское сообщение только пригородное.

## Пригородное следование по станции
Пассажирские перевозки по Фосфоритной обслуживает Волго-Вятская пригородная пассажирская компания (ВВППК). Поезда следуют на север до посёлка Рудничного и на юг до посёлка Яр (Удмуртия) и города Кирова.